# Rykellus nkandhlaensis
Rykellus nkandhlaensis är en spindeldjursart som först beskrevs av Ryke 1962.  Rykellus nkandhlaensis ingår i släktet Rykellus och familjen Ologamasidae. Inga underarter finns listade i Catalogue of Life.